# M/S Freedom of the Seas
M/S Freedom of the Seas är ett kryssningsfartyg ägt av Royal Caribbean International och är byggt vid finska Aker Finnyards Åbovarvet. Fartyget levererades på försommaren 2006 och är med sina 160 000 ton ett av världens största kryssningsfartyg. Bland faciliteterna ombord kan nämnas en jättelik "H2O-zon" med en stor surfbassäng. Det finns även en skridskobana ombord.

## Tekniska data
- Byggd: 2006 på Aker Finnyards i Åbo, Finland
- Längd: 339 m
- Bredd: 56 m
- Djup: 8,6 m
- Passagerare: 3600
- Hytter: 1800
- Hyttplatser: 4375
- Fart: 22 knop
- Våningar: 18
- Maskineri: Sex Wärtsilä 12V46C dieselmotorer
- IMO nr. 9304033
- Personalstyrka: 1360 pers.
- Livbåtar: 30

## Övriga fakta
- Beställd: ?.11.2003
- Kölsträckt: 8.11.2004
- Sjösatt: 19.8.2005
- Levererad: 24.4.2006

## Systerfartyg
- M/S Liberty of the Seas
- M/S Independence of the Seas

## Galleri

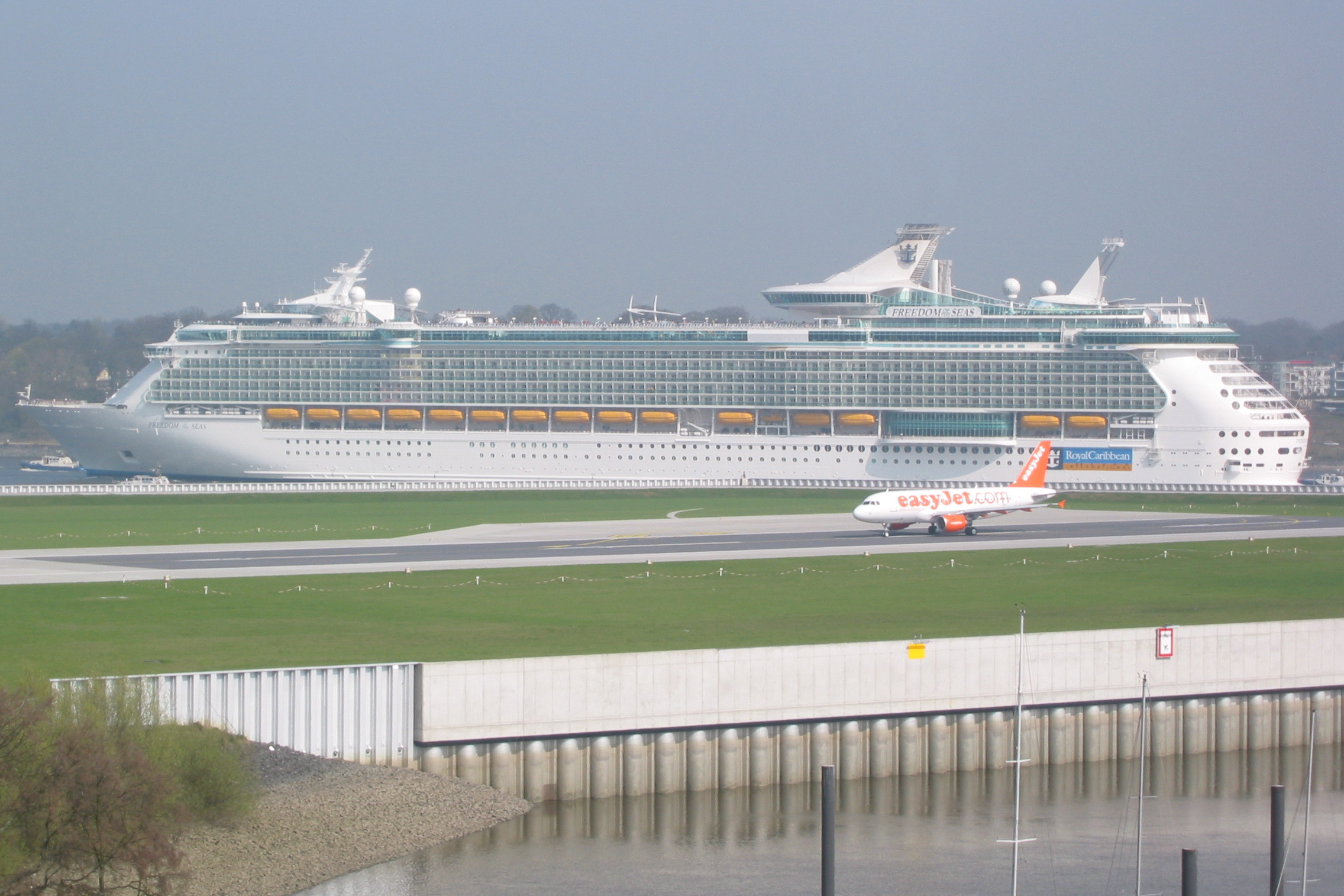
Freedom of the Seas på floden Elbe i Tyskland.
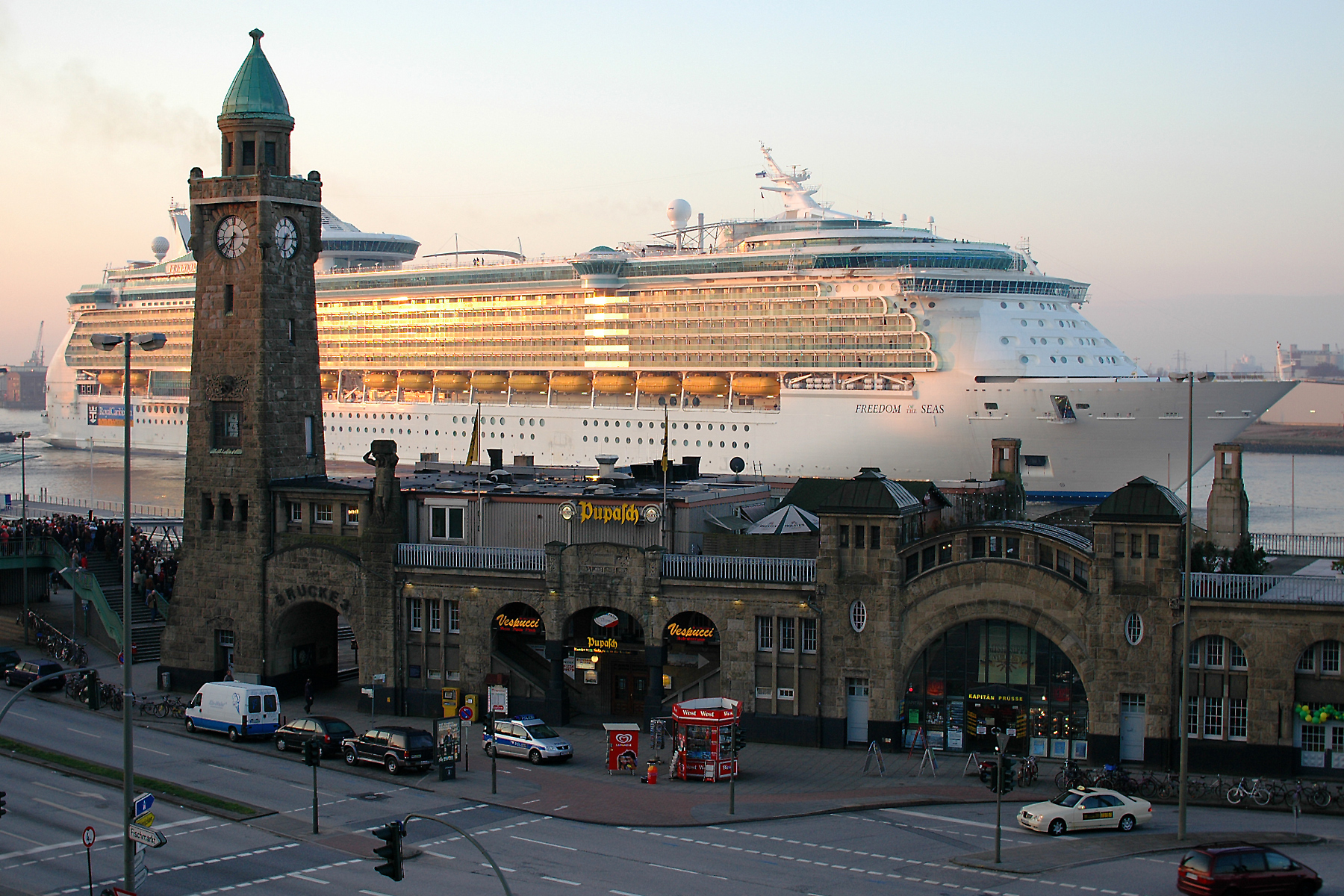
Freedom of the Seas i  Hamburg.
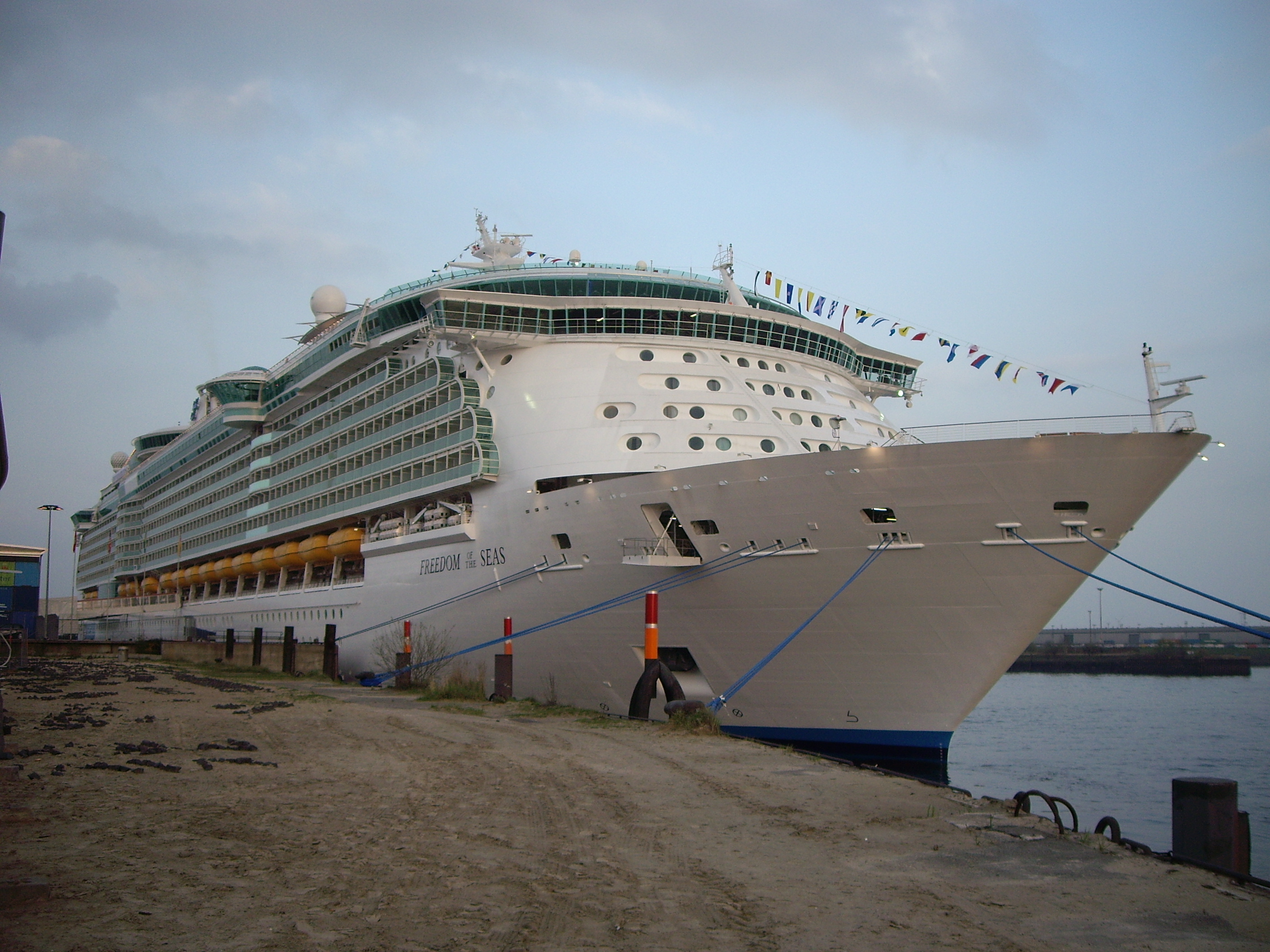
Freedom of the Seas – Hamburg Cruise Center – 24 april 2006.
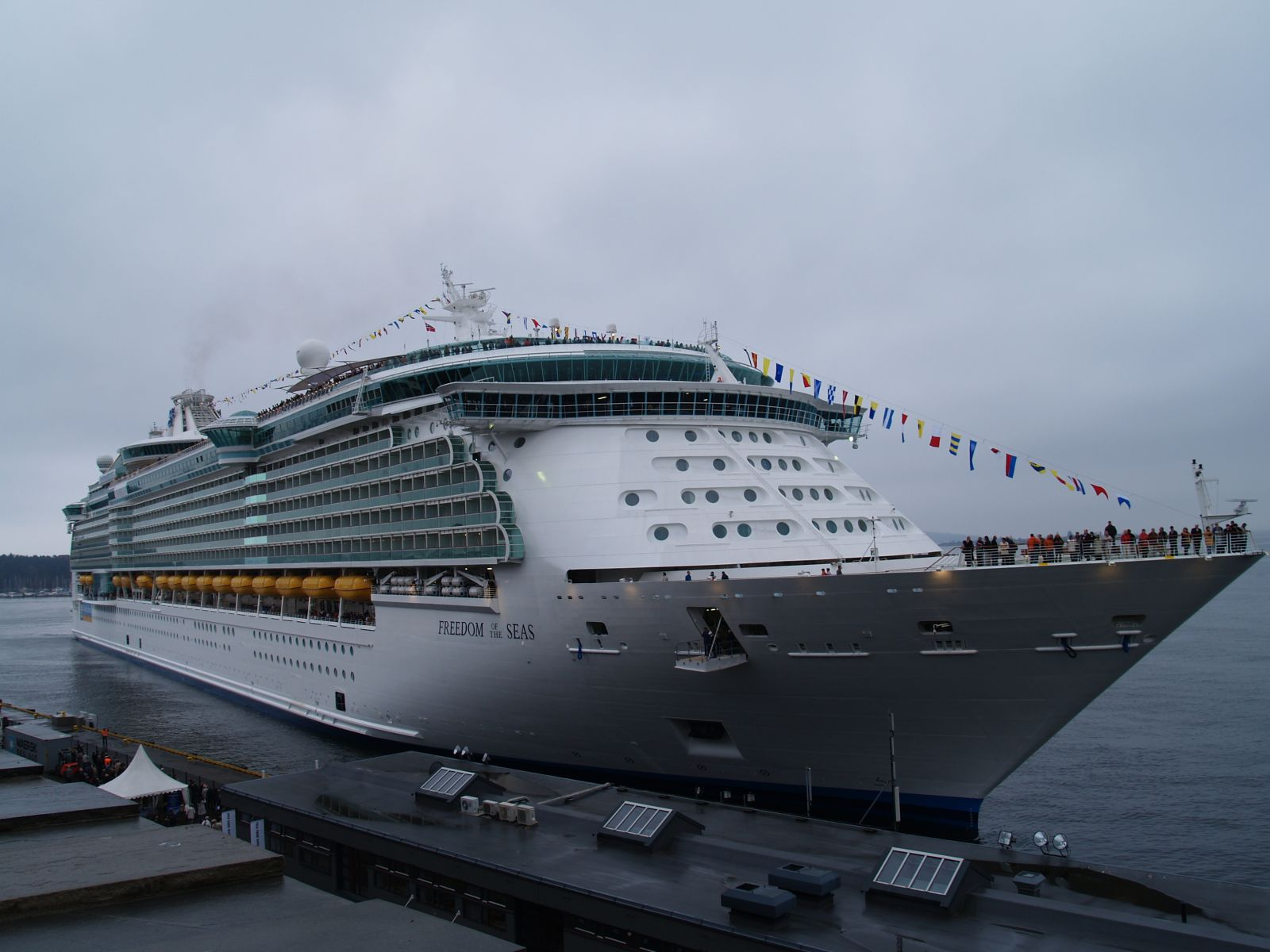
Freedom of the Seas i Oslo, 26 april 2006.
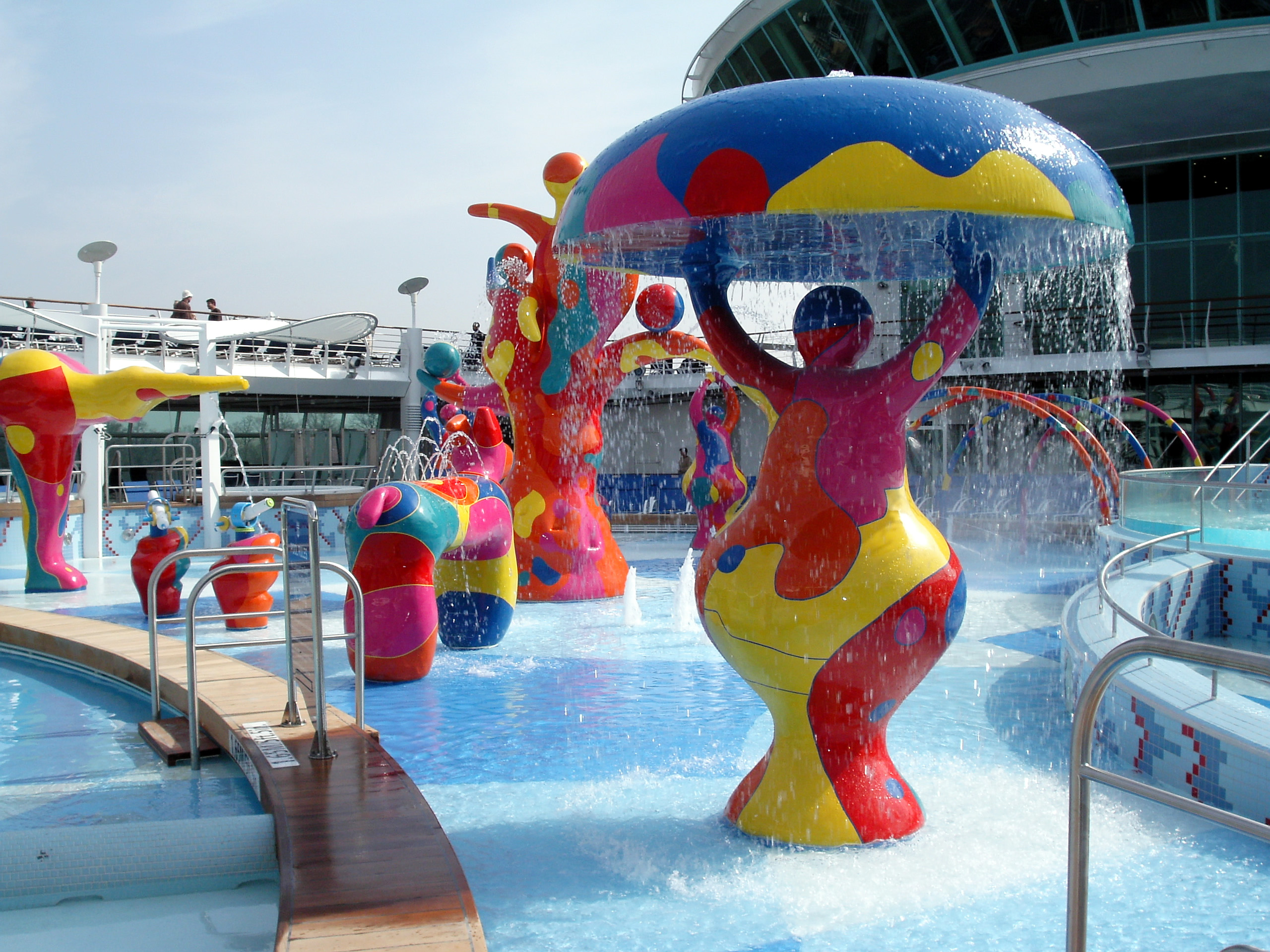
H2O Zone (barnpoolen) ombord på Freedom of the Seas.
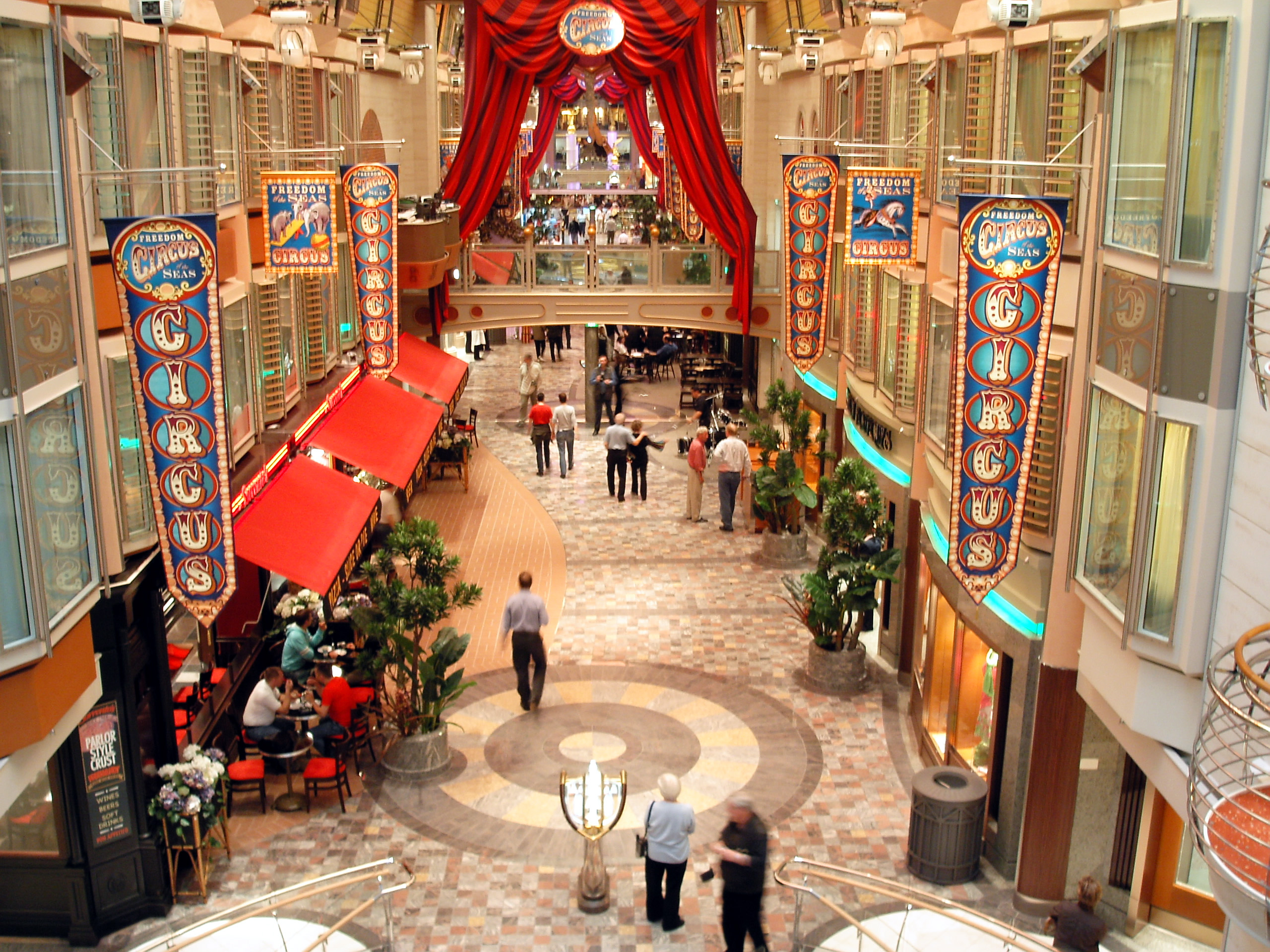
Promenadgatan ombord på Freedom of the Seas.
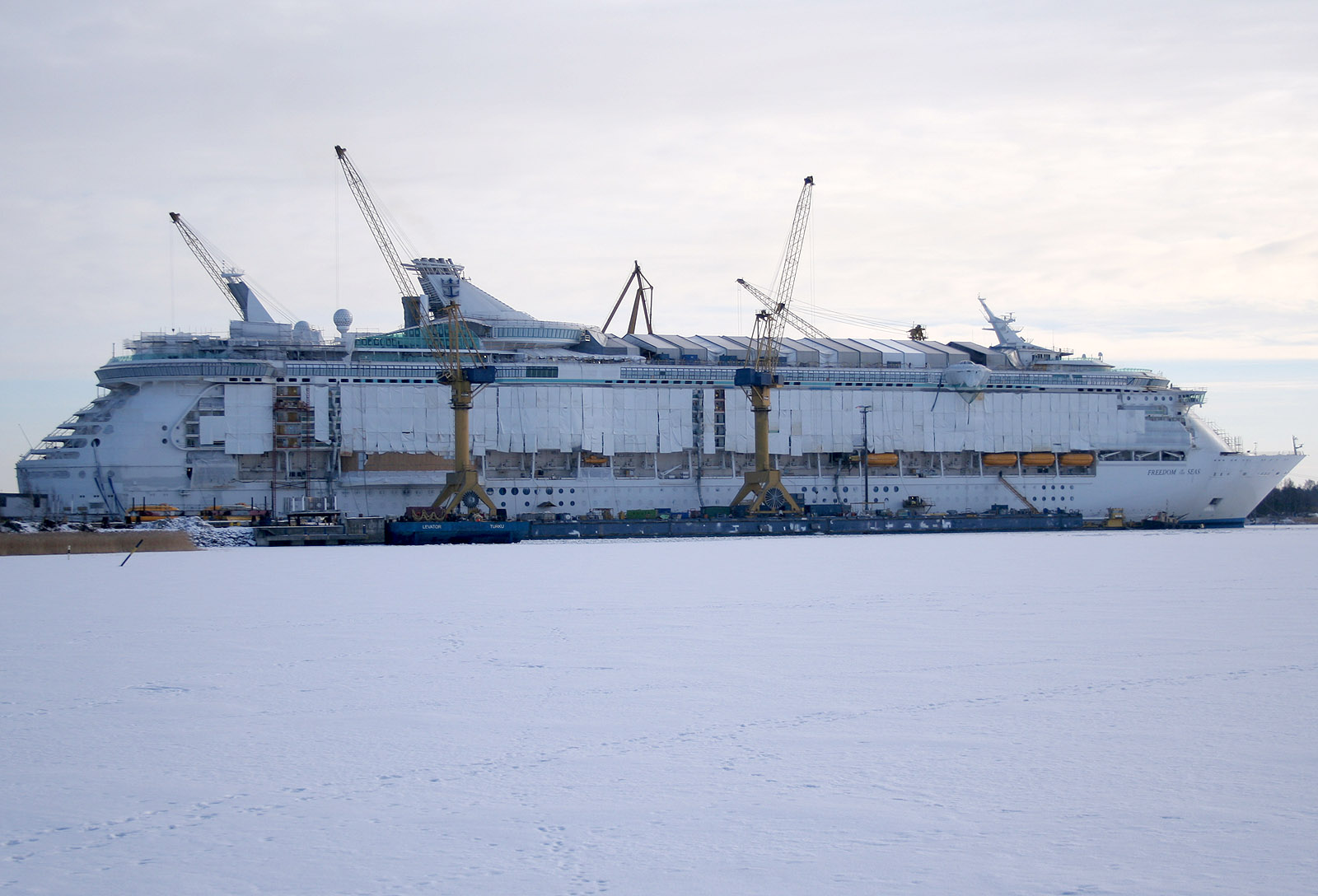
Under byggnation vid Aker Finnyards varv i Åbo.